# فرقة الجحيم (فلم 1958)
فرقة الجحيم (بالإنجليزية: Hell Squad) ، وتنطق «هيل سكواد» ، هي فيلم أمريكي كتب واخرج بورت توبير سنة 1958م ، وانتجها شركة اميركان انترناشيونال بيكشرز.

## قصة
دخل القوات الأمريكية في تونس خلال الحرب العالمية الثانية ، وكان هدف القوات الأمريكية هي طرد الجيش الألماني من تونس ، بحيث يواجه الأمريكيون حرارة الجو في صحراء تونس.

## وصلات خارجية
- مقالات تستعمل روابط فنية بلا صلة مع ويكي بيانات